# Orthaea ferreyrae
Orthaea ferreyrae är en ljungväxtart som beskrevs av A. C. Smith. Orthaea ferreyrae ingår i släktet Orthaea och familjen ljungväxter. Inga underarter finns listade i Catalogue of Life.